# Quiver
In matematica, una quiver (o faretra) è un grafo orientato in cui sono ammessi cappi su ogni vertice e lati multipli fra due vertici, ossia un multigrafo diretto. Sono usati comunemente nella teoria della rappresentazione: una rappresentazione {\displaystyle V} di una quiver associa ad ogni vertice {\displaystyle x} della quiver uno spazio vettoriale {\displaystyle V(x)} e ad ogni freccia {\displaystyle \alpha } un endomorfismo lineare {\displaystyle V_{\alpha }}.
In teoria delle categorie, una quiver può essere pensata come una categoria priva di morfismi identici e della legge di composizione; in altri termini, esiste un funtore dimenticante da {\displaystyle \mathbf {Cat} } in {\displaystyle \mathbf {Quiv} }. Il suo aggiunto sinistro è un funtore che manda le quivers nella categoria libera.

## Definizioni
Una quiver {\displaystyle Q} è il dato di:
- un insieme {\displaystyle V}, detto di vertici per {\displaystyle Q};
- un insieme {\displaystyle E}, detto di lati per {\displaystyle Q}
- due funzioni {\displaystyle s:E\longrightarrow V}, che mostra il punto di partenza di ogni lato, e {\displaystyle t:E\longrightarrow V} che mostra il "bersaglio" di ogni lato.

Un morfismo di quivers {\displaystyle Q=(V,E,s,t)} e {\displaystyle Q^{\prime }=(V',E',s',t')} è definito come la coppia {\displaystyle m=(m_{V},m_{E})}, composta da due funzioni {\displaystyle m_{V}:V\to V'} e {\displaystyle m_{E}:E\to E'} in modo che l'ovvio diagramma di composizione sia commutativo; si richiede, cioè, che
{\displaystyle m_{V}\circ s=s'\circ m_{E}}
e
{\displaystyle m_{V}\circ t=t'\circ m_{E}}
Spesso ci si riferisce agli oggetti di una quiver parlando di frecce: una freccia {\displaystyle a} in una quiver {\displaystyle Q} è il dato di un lato {\displaystyle \lambda \in E} assieme ai vertici {\displaystyle s(\lambda ),t(\lambda )}, chiamati rispettivamente testa e coda di {\displaystyle a}.

## Definizione con le categorie
La definizione data nel paragrafo precedente è basata sulla teoria degli insiemi; in termini di linguaggio categoriale, possiamo dare una definizione più generale.
Definiamo la quiver libera (detta anche faretra di Kronecker o categoria di Kronecker) {\displaystyle \mathbf {Q} } è una categoria con due oggetti e quattro morfismi. Gli oggetti sono {\displaystyle V} e {\displaystyle E}, mentre i quattro morfismi sono {\displaystyle s:E\longrightarrow V}, {\displaystyle t:E\longrightarrow V} ed i morfismi identici di {\displaystyle V} e {\displaystyle E}.
Una quiver quindi è un funtore {\displaystyle Q:\mathbf {Q} \longrightarrow \mathbf {Set} }.
In modo ancora più generale, una quiver a valori nella categoria {\displaystyle \mathbf {C} } è un funtore {\displaystyle Q:\mathbf {Q} \longrightarrow \mathbf {C} }. La categoria {\displaystyle \mathbf {Quiv} (\mathbf {C} )} delle quivers a valori in {\displaystyle \mathbf {C} } è la categoria dei funtori in cui:
- gli oggetti sono i funtori {\displaystyle Q:\mathbf {Q} \longrightarrow \mathbf {C} };
- le frecce sono le trasformazioni naturali tra i suddetti funtori.

Vale la pena di osservare anche che {\displaystyle \mathbf {Quiv} } è la categoria dei prefasci sulla categoria opposta {\displaystyle \mathbf {Q} ^{\text{op}}}.

## Algebra di cammini
Se {\displaystyle Q} è una quiver, allora un cammino in {\displaystyle Q} è una successione di frecce {\displaystyle a_{n},a_{n-1},\ldots ,a_{1}} tali che la coda di {\displaystyle a_{j}} sia uguale alla testa di {\displaystyle a_{j+1}}, usando la convenzione di concatenare i cammini da destra verso sinistra.
Se {\displaystyle \mathbb {K} } è un campo, allora la quiver-algebra, detta anche algebra di cammini {\displaystyle \mathbb {K} Q} è definita come lo spazio vettoriale avente tutti i cammini della quiver (di lunghezza non negativa) come base, e come legge moltiplicativa data dalla concatenazione di cammini. Osserviamo che nella base dell'algebra di cammini, sono inclusi, per ogni vertice {\displaystyle i} della quiver {\displaystyle Q}, ii cammini banali {\displaystyle e_{i}} di lunghezza nulla; non si assume, inoltre, che tali cammini sia uguali fra di sé. Se due cammini non possono essere concatenati in quanto l'ultimo vertice del primo differisce dal primo vertice del secondo, il loro prodotto è nullo per definizione. Tali posizioni definiscono un'algebra associativa sul campo {\displaystyle \mathbb {K} }. Tale algebra possiede un elemento unitario se, e solo se, la quiver ha un numero finito di vertici. In questo caso, i moduli su {\displaystyle \mathbb {K} Q} saranno identificati naturalmente con le rappresentazioni di {\displaystyle Q}.

## Rappresentazioni di quiver
Abbiamo detto che una rappresentazione di una quiver {\displaystyle Q} è il dato di:
- per ogni vertice {\displaystyle x} di {\displaystyle Q}, uno spazio vettoriale {\displaystyle V(x)};
- per ogni freccia {\displaystyle \alpha } in {\displaystyle Q}, un endomorfismo lineare {\displaystyle f_{\alpha }}.

Una rappresentazione {\displaystyle V} di una quiver {\displaystyle Q} è detta banale quando {\displaystyle V(x)=0} per tutti i vertici {\displaystyle x} di {\displaystyle Q}.
Un morfismo {\displaystyle \varphi :{\mathcal {R}}\longrightarrow {\mathcal {R}}^{\prime }} fra rappresentazioni della medesima quiver {\displaystyle Q} è una collezione di mappe lineari {\displaystyle \varphi (x):V(x)\rightarrow V'(x)} tali che per ogni freccia {\displaystyle \alpha } in {\displaystyle Q} da {\displaystyle x} in {\displaystyle y} si ha che {\displaystyle f_{\alpha }^{\prime }\circ \varphi (x)=\varphi (y)\circ f_{\alpha }}, essendo {\displaystyle f,f^{\prime }} gli endomorfismi associati alla freccia {\displaystyle \alpha } rispettivamente in {\displaystyle {\mathcal {R}}} e {\displaystyle {\mathcal {R^{\prime }}}}. Un morfismo {\displaystyle \varphi } di rappresentazioni è un isomorfismo se {\displaystyle \varphi (x)} è una funzione invertibile, per tutti i vertici {\displaystyle x}. Le rappresentazioni di una quiver, con tali definizioni, si riuniscono in una categoria.
Se {\displaystyle {\mathcal {R}},{\mathcal {S}}} sono rappresentazioni di una quiver {\displaystyle Q} relative a spazi vettoriali {\displaystyle V(x),W(x)} per ogni {\displaystyle x} rispettivamente, allora la loro somma diretta {\displaystyle {\mathcal {R}}\oplus {\mathcal {S}}} è relativa agli spazi vettoriali del tipo {\displaystyle (V\oplus W)(x)=V(x)\oplus W(x)} per tutti i vertici {\displaystyle x}; inoltre, detti {\displaystyle f_{\alpha },g_{\alpha }} gli endomorfismi lineari associati alla freccia {\displaystyle \alpha } relativamente ad {\displaystyle {\mathcal {R}},{\mathcal {S}}}, allora l'endomorfismo {\displaystyle (f\oplus g)_{\alpha }}, definito come somma diretta delle due mappe lineari, è l'endomorfismo associato ad {\displaystyle \alpha } relativamente alla rappresentazione {\displaystyle {\mathcal {R}}\oplus {\mathcal {S}}}.
Una rappresentazione viene detta decomponibile quando è isomorfa alla somma diretta di rappresentazioni non banali.
Esiste anche una definizione della rappresentazione di quivers in termini di categorie. La medesima quiver può essere considerata una categoria in cui gli oggetti sono i vertici ed i morfismi i lati. Una rappresentazione di una quiver {\displaystyle Q} è semplicemente un funtore covariante da {\displaystyle Q} nella categoria degli spazi vettoriali finitamente generati. I morfismi fra le rappresentazioni di {\displaystyle Q} sono esattamente le trasformazioni naturali fra i rispettivi funtori.
Consideriamo una quiver finita {\displaystyle Q}, ossia una quiver con un numero finito di vertici e lati. Sia allora {\displaystyle \mathbb {K} Q} la sua algebra di cammini e sia {\displaystyle e_{i}} il cammino banale, di lunghezza nulla, sul vertice {\displaystyle i}. Possiamo quindi associare al vertice {\displaystyle i} il {\displaystyle \mathbb {K} Q}-modulo proiettivo {\displaystyle \mathbb {K} Qe_{i}}, che consiste delle combinazioni lineari di cammini aventi vertice iniziale {\displaystyle i}. Questa operazione equivale a far corrispondere una copia del campo {\displaystyle \mathbb {K} } per ogni vertice che è contenuto in un cammino che parte da {\displaystyle i} e zero altrimenti. Ad ogni lato che unisce due copie di {\displaystyle \mathbb {K} } si assegna quindi l'identità.

## Altri collegamenti
- Rappresentazione dei gruppi
- Algebra di incidenza
- Teoria dei grafi